# Volvo B19
Volvo B19 senare kallad Volvo B200 är en svensktillverkad Volvo-motor på 2,0 liter som fanns i Volvo 240 från 1976–1989 samt i Volvo 340/360-serierna från början av 1980-talet till början av 1990-talet. Den ersatte den gamla B20-motorn ifrån Volvo 140- och tidiga 240-serien inför 1977 års modell. Trots att cylindervolymen var närmare 2 liter valdes namnet B19 för att skilja den från B20. Cylinderdiametern och slaglängden var identiska med B20, men i övrigt var motorn likadan som B21.
Den hade en enkel överliggande kamaxel som drevs av en tandad gummirem, till skillnad ifrån B20 som hade en centralt liggande, kugghjulsdriven kamaxel och stötstänger. Detta gjorde att motorn klarade högre varvtal, men medförde också att man var tvungen att byta kamremmen med jämna mellanrum. Ett kamremsbrott fick dock oftast inte samma katastrofala följder i en B19/B21/B23-motor som i andra motorer - eftersom ventilerna inte slår i kolvarna.
Vid uppgraderingen från B19 till B200 under 1980-talet konstruerades den om till lågfriktion vilket sparar bränsle och sänker slitaget. 
Sportutförandena av Volvo 340 har B19-motor, alla Volvo 360 har B19/B200-motor och Volvo 240 har också B19/B200 till de enklare utförandena fram till 1989. 1990 ersattes den helt av Volvo B230. Motorn är precis som alla andra Volvo-motorer slitstark och tillförlitlig. Turboversioner av B19/B200 fanns också, men enbart för export till länder där lägre skatter för bilar med motorer på under 2 liter gjorde dem populära. En 16-ventils variant (Volvo B204) utvecklades också.